# Bulletin d'Histoire Contemporaine de l'Espagne
Bulletin d'histoire contemporaine de l'Espagne es una revista de historia editada en Francia desde 1985, que se centra en el estudio de la historia contemporánea de España.

## Historia
Fundada en diciembre de 1985 en Burdeos, participaron en la dirección de la publicación, en sus inicios, nombres como los de Paul Aubert, Gérard Caussimont, Jean-Michel Desvois y Pierre Malerbe. Fue una continuación de la revista promovida por Manuel Tuñón de Lara y editada por la Universidad de Pau Bulletin du département de recherches híspaniques Pyrenaica, que había sido publicada entre 1971 y 1984. La edición del Bulletin se trasladó más adelante, en 1997, a Aix-en-Provence.